# 戸川村由
戸川 村由（とがわ むらより、元禄12年（1699年） - 天明5年5月9日（1785年6月15日）は、江戸時代中期の幕臣（旗本）・知行3,000石。諱は利章、利栄、隆利、長昌、安昌、村由の順に変えた。通称は友之助、のち隼人、左門、五左衛門の順に変えた。
堀利雄の四男として生まれ、先代・安村の養子となる。妻は安村の養女（永井直起の娘）、後妻は大沢基隆の娘。子に戸川村眞、堀長尚（堀利記の養子）、娘（山田利寿妻）。
享保14年（1729年）、養父の死により家督相続する。
享保17年（1732年）、享保の大飢饉に遭い、知行地内の年貢減免を行い、また幕府より600両の貸付を受けて飢民対策に当たった。
江戸では、使番・小普請組支配などを歴任した。
明和元年（1764年）に隠居し、子の村眞に家督を譲った。天明5年（1785年）5月9日没。